# Pyrgodera armata
Pyrgodera armata är en insektsart som beskrevs av Fischer von Waldheim 1846. Pyrgodera armata ingår i släktet Pyrgodera och familjen gräshoppor. Inga underarter finns listade i Catalogue of Life.